# Tipula tigon
Tipula tigon är en tvåvingeart som beskrevs av Alexander 1976. Tipula tigon ingår i släktet Tipula och familjen storharkrankar.
Artens utbredningsområde är Nigeria. Inga underarter finns listade i Catalogue of Life.